# Metalimnus formosus
Metalimnus formosus är en insektsart som beskrevs av Karl Henrik Boheman 1845. Metalimnus formosus ingår i släktet Metalimnus och familjen dvärgstritar. Enligt den finländska rödlistan är arten otillräckligt studerad i Finland. Arten är reproducerande i Sverige. Artens livsmiljö är strandängar vid sötvatten.

## Underarter
Arten delas in i följande underarter:
- M. f. gutticollis
- M. f. confluens